# Овцын, Дмитрий Леонтьевич
Дми́трий Лео́нтьевич О́вцын (1708—1757) — офицер российского императорского флота, штурман, гидрограф, один из первых русских исследователей Арктики. Участник Великой Северной экспедиции, руководитель Обско-Енисейского отряда, командир дубель-шлюпки «Тобол» и бота «Обь-Почтальон».
Произвёл первую гидрографическую опись побережья Сибири между устьями рек Обь и Енисей. Был арестован, отдан под суд, разжалован в матросы. Был назначен в отряд Беринга — Чирикова Второй камчатской экспедиции адъютантом Витуса Беринга. В 1741 году на пакетботе «Святой Пётр» плавал к северо-западным берегам Америки. Помилован с возвращением чина лейтенанта, за участие в камчатской экспедиции произведён в капитаны 2 ранга (следующий чин после лейтенанта в императорском флоте). В 1745—1755 годах командовал яхтой «Транспорт Анна», пакетботом «Меркуриус», пинком «Лапоминк», линейным кораблём «Гавриил». Участник Семилетней войны, исправлял должность обер-штер-кригскомиссара флота.
Его именем названы пролив и мыс в Карском море, гидрографическое судно флотилии Северного Ледовитого океана и арктический челночный танкер «Штурман Овцын».

## Биография
Родился в 1708 году в родовой усадьбе Чегловка (Щегловка, с 1719 года входила в состав Костромской провинции), в дворянской семье Леонтия Ивановича и Матрёны Семёновны Овцыных. Был единственным ребенком в семье.
В январе 1721 года тринадцатилетний Дмитрий Овцын поступил в московскую Школу математических и навигацких наук. За два года он изучил арифметику, геометрию, тригонометрию и в конце 1722 года был отправлен для продолжения учебы в Академию Морской гвардии в Санкт-Петербург, где 11 февраля 1723 года «вступил в навигацию плоскую». Начал службу в 1725 году штурманским учеником. Первое плавание совершил на фрегате «Амстердам-Галей» в составе Русской океанской экспедиции в Испанию 1725—1726 годов. В 1726 году, после окончания Морской академии, продолжил службу на фрегате «Амстердам-Галей» штурманским учеником, а затем штурманом. 13 (24) октября 1729 года назначен на должность адъютанта главного командира Кронштадтского порта адмирала Томаса Гордона. 20 апреля (1 мая) 1732 года произведён в прапорщики и назначен в экспедицию для описи северного берега России. 22 ноября того же года произведён в унтер-лейтенанты от солдат, а 18 (29) января 1733 года по новому штату написан в лейтенанты майорского ранга, с назначением в камчатскую экспедицию.
В период с 1734 по 1738 год руководил Обско-Енисейским отрядом 2-й Камчатской экспедиции. 14 (25) мая 1734 года на построенной в Тобольске специально для этого плавания двухмачтовой дубель-шлюпке «Тобол» Овцын с экипажем в 56 человек вышел в плавание. Спустился по рекам Иртыш и Обь к морю. 19 июля вошёл в Обскую губу, где во время шторма дубель-шлюпка лишилась руля, а у двух якорей были обломаны лапы. Лишь 31 июля отряд дошел до устья Тазовской губы, где установил навигационный знак — маяк. 5 августа экспедиция достигла 70°4′ северной широты в Обской губе. Дальнейшее продвижение во льдах на поврежденном судне было опасным. На совете офицеров было принято решение о возвращении. На обратном пути Овцын послал на ялботе команду во главе со Д. В. Стерлеговым и геодезистом Выходцевым для описи Обской губы, но не достигнув моря, ялбот был раздавлен льдинами, люди едва спаслись и с большими трудностями вернулись в Обдорск, туда же 4 сентября прибыл и «Тобол».
Летом 1735 года состоялся второй поход экспедиции под руководством Д. Л. Овцына, который также оказался неудачным. Экипаж «Тобола» не смог из-за льдов дойти до устья Обской губы. Большинство членов экипажа заболело цингой, четверо умерло, осталось 12 человек, которые могли нести вахту. Только в октябре экспедиция вернулась в Тобольск. 23 мая (3 июня) 1736 года, и «Тобол» вновь вышел в плавание. Выйдя к устью Оби, дубель-шлюпка была остановлена дрейфующими льдами, дальнейший выход в Карское море из Обской губы был невозможен. Экипаж повернул обратно и зазимовал в Обдорске. В ходе плавания экспедиция проводила опись берегов, промеры глубин, составляла карты.
В 1737 году был назначен командиром бота «Обь-Почтальон». 29 июля бот и дубель-шлюпка «Тобол» (командир И. Н. Кошелев) вышли из Обской губы в Северный Ледовитый океан. У 74°2′ северной широты экспедиция увидела льды. 16 августа обогнули мыс Матте-Сале и повернули в Енисейскую губу, 31 августа, пройдя через Гыданский залив, достигли устья Енисея, где встретили сухопутную партию экспедиции. Во время плавания члены экспедиции проводили опись побережья и составляли карты новых мест. Перед самым ледоставом Овцын завёл бот в устье реки Ангутихи, где отряд и зазимовал.
В 1738 году выехал в Санкт-Петербург с отчётами об экспедиции, но прибыв 13 сентября в Тобольск, был арестован и предан суду за связь с находившимся в Берёзове ссыльным семейством князей Долгоруковых. 20 (31) января 1739 года, по решению суда был разжалован в матросы «за некоторую вину» и отправлен под конвоем в Охотск под начало капитан-командора В. И. Беринга.
Был назначен в отряд Беринга — Чирикова Второй камчатской экспедиции адъютантом В. Беринга. 19 февраля (2 марта) 1741 года ему был возвращён чин лейтенанта, но Овцын узнал об этом только после возвращения из экспедиции. В 1741 году на пакетботе «Святой Пётр» под командой В. И. Беринга плавал матросом к северо-западным берегам Америки. В 1741—1742 годах зимовал на острове Беринга, как и многие члены экспедиции болел цингой. 27 августа 1742 года вернулся на Камчатку на гукоре «Святой Пётр» (под командой С. Л. Вакселя), выстроенном из частей разрушенного одноимённого пакетбота. 27 августа (7 сентября) 1742 года прибыл в Санкт-Петербург, «был прикрыт знаменем, и шпага ему отдана». Затем вышел в отставку и поселился в родной усадьбе в Чегловке.
В кампанию 1745 года командовал яхтой «Транспорт Анна», а на следующий год — пакетботом «Меркуриус». В 1749 году командуя пинком «Лапоминк» совершил переход из Ревеля в Копенгаген. 20 ноября (1 декабря) 1749 года за участие в камчатской экспедицию произведён в капитаны 2 ранга со старшинством с 25 июля (5 августа) 1744 года. 5 (16) сентября 1751 года по новому штату написан в капитаны 2 ранга и в том же году назначен командиром линейного корабля «Гавриил». 25 декабря 1755 года (5 января 1756) назначен в секунд-интенданты. В компанию 1757 года на корабле «Полтава» исправлял должность обер-штер-кригскомиссара флота, принимал участие в военных действиях против прусской крепости Кольберг. В июле того же года был уволен по болезни в отставку и помещён на госпитальное судно «Москва», на котором и умер через несколько дней.

## Семья
Был женат на Ульяне Даниловне (урожд. Карцева), дочери близкого соседа в родовом имении. В их семье был один сын Михаил, который пошёл по стопам отца, окончил Морскую академию и получил звание геодезиста, участвовал в двух экспедициях по Сибири и Дальнему Востоку.

## Память

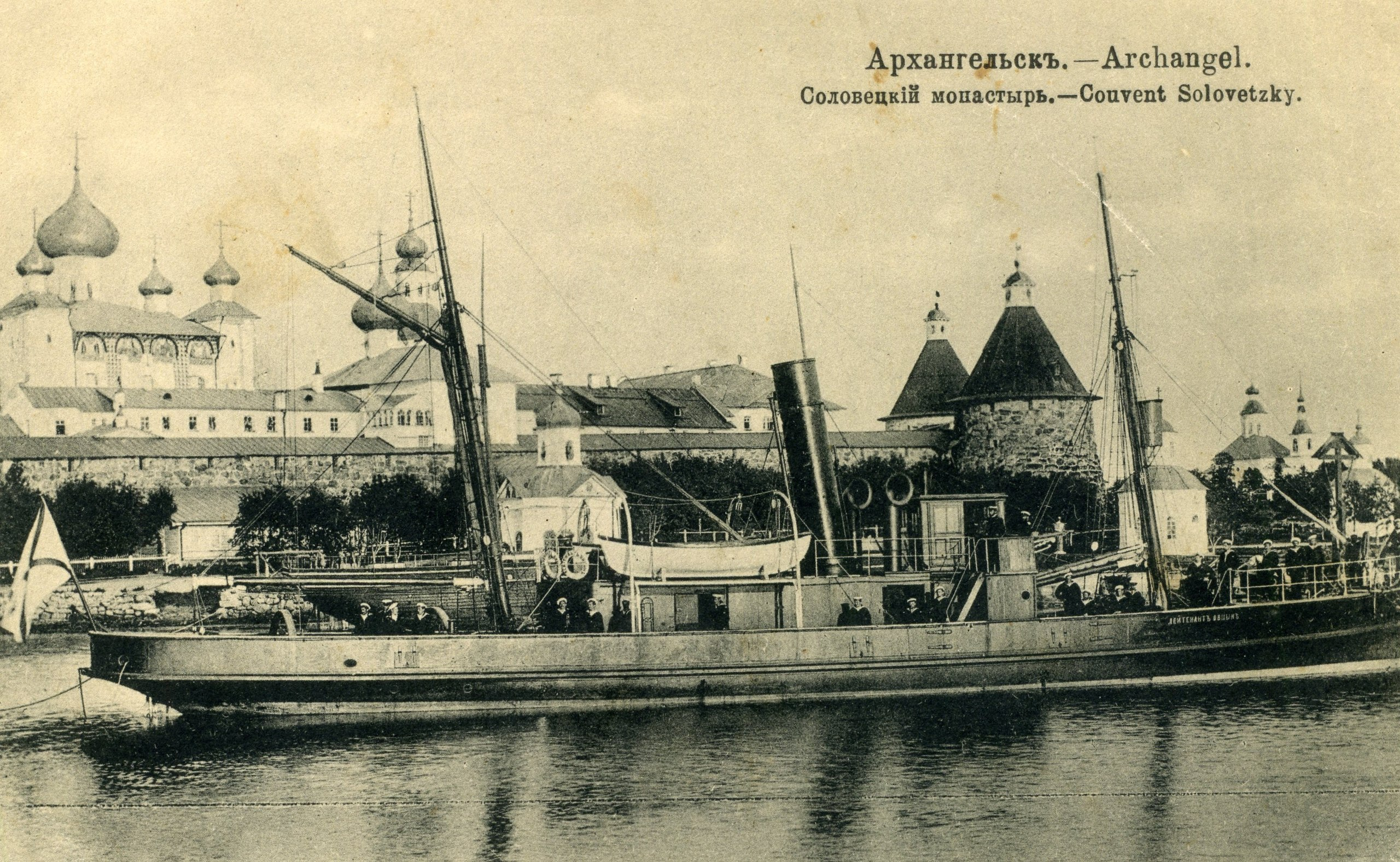
Пароход «Лейтенант Овцын»

Именем Дмитрия Леонтьевича Овцына были названы:
- Мыс на полуострове Таймыр[1].
- Нунатак Овцына в Антарктиде (горы Принс-Чарльз, 71°07′ ю. ш., 66°16′ в. д., обследован в 1972—1973 гг.)[15].
- Пролив в Карском море у входа в Енисейский залив между островами Оленьим и Сибирякова (назван гидрографом Андреем Вилькицким в 1895 году)[1].
- Гидрографическое судно флотилии Северного Ледовитого океана «Лейтенант Овцын» (заложено в 1899 году судостроительной фирмой William Denny and Brothers в г. Дамбартон, Шотландия, списано в 1924 году)[16].
- Серия советских гидрографических судов из 7 единиц и головное судно этого проекта (в эксплуатации в 1970—2021 годах)[17].
- Арктический челночный танкер проекта 42К «Штурман Овцын» (заложен в 2015 году, вошёл в строй в 2016 году, построен машиностроительной компанией «Samsung Heavy Industries», г. Пусан, Южная Корея)[18].
- В 2010 году в Ханты-Мансийске в сквере у речного вокзала был установлен памятник Великим Сибирским Экспедициям — 17-метровая белая колонна, окруженная бронзовыми фигурами исследователей Сибирской земли: В. Беринга, Миллера, Мессершмидта и Д. Овцына. Автор памятника — скульптор В. А. Саргсян[19].
- В 1979 году в Западно-Сибирском книжном издательстве издана повесть автора Л. М. Щипко «Солона вода морская» о жизненном пути Д. Л. Овцына[20] (переиздана в Магадане в 1983 году)[21]. В 1988 году опубликован роман этого автора о Д. Л. Овцыне «Адъютант командора»[22].
- Художественный фильм киностудии им. Горького «Баллада о Беринге и его друзьях» 1970 года. Дмитрия Овцына сыграл народный артист РСФСР Игорь Ледогоров
- Улица в пгт. им. Свердлова Всеволожского района Ленинградской области.

### Комментарии
1. ↑  В последующем — в составе Исуповской волости Буйского уезда (Костромской губернии); ныне — территория Сусанинского района, Костромская область, Россия.
2. ↑  Ялбот — короткая широкая шлюпка с полными обводами и транцевым кормовым срезом.